# Amy Wren
Amy Wren (* 14. Oktober 1989 in Leicestershire, England) ist eine britische Schauspielerin.

## Leben
Wren wurde am 14. Oktober 1989 in der Grafschaft Leicestershire als Tochter von Steve und Linda Wren geboren. Sie spielte vier Jahre lang im Parsnips Youth Theatre in Harborough. Ab Juli 2006 spielte sie im National Youth Theatre. Sie spielte von 2008 bis 2009 in der Fernsehserie Life Bites die Rolle der Chloe. Es folgten Episodenrollen in Genie in the House und Casualty sowie von 2010 bis 2011 die Darstellung der Heidi in der Fernsehserie Sommer in Transsilvanien. Weitere größere Serienrollen übernahm sie 2012 in Silent Witness und ab demselben Jahr bis 2014 in Silk – Roben aus Seide sowie 2013 in Skins – Hautnah. 2015 war sie in der ersten Staffel des Netflix Originals The Last Kingdom in der Rolle der Mildrith zu sehen. 2021 stellte sie die Rolle der Gemma Hillman in der Mini-Serie Viewpoint dar.

## Filmografie (Auswahl)
- 2008–2009: Life Bites (Fernsehserie, 13 Episoden)
- 2009: Genie in the House (Fernsehserie, Episode 3x21)
- 2010: Casualty (Fernsehserie, Episode 25x11)
- 2010–2011: Sommer in Transsilvanien (Summer in Transylvania, Fernsehserie, 7 Episoden)
- 2011: Life of Riley (Fernsehserie, Episode 3x03)
- 2011: Wuthering Heights – Emily Brontës Sturmhöhe (Wuthering Heights)
- 2012: Silent Witness (Fernsehserie, 2 Episoden)
- 2012: Boreb (Kurzfilm)
- 2012–2014: Silk – Roben aus Seide (Silk, Fernsehserie, 12 Episoden)
- 2013: uwantme2killhim?
- 2013: Skins – Hautnah (Skins UK, Fernsehserie, 2 Episoden)
- 2013: SLR (Kurzfilm)
- 2014: Silk: The Clerks Room (Fernsehserie)
- 2015: The Last Kingdom (Fernsehserie, 5 Episoden)
- 2015: Legends (Fernsehserie, 2 Episoden)
- 2016: Tutankhamun (Mini-Serie, 3 Episoden)
- 2017: Ransom (Fernsehserie, Episode 1x06)
- 2017: Little Women (Mini-Serie, Episode 1x02)
- 2019: My Sarah (Kurzfilm)
- 2021: Viewpoint (Mini-Serie, 5 Episoden)